# Iż-Żebbuġ
Ne doit pas être confondu avec Żebbuġ (Malte).
Iż-Żebbuġ, connue aussi plus simplement comme Żebbuġ, est une ville de Malte d'environ 3 000 habitants située au nord de l'île de Gozo.

## Géographie
|        | Mer Méditerranée |        |
| Għasri | Iż-Żebbuġ        | Xagħra |
|        | Ir-Rabat (Gozo)  |        |

## Activités économiques
Ancien port de pêche, le village de Marsalforn est actuellement une station touristique importante.

## Jumelages
- Maletto (Italie)